# پدیده

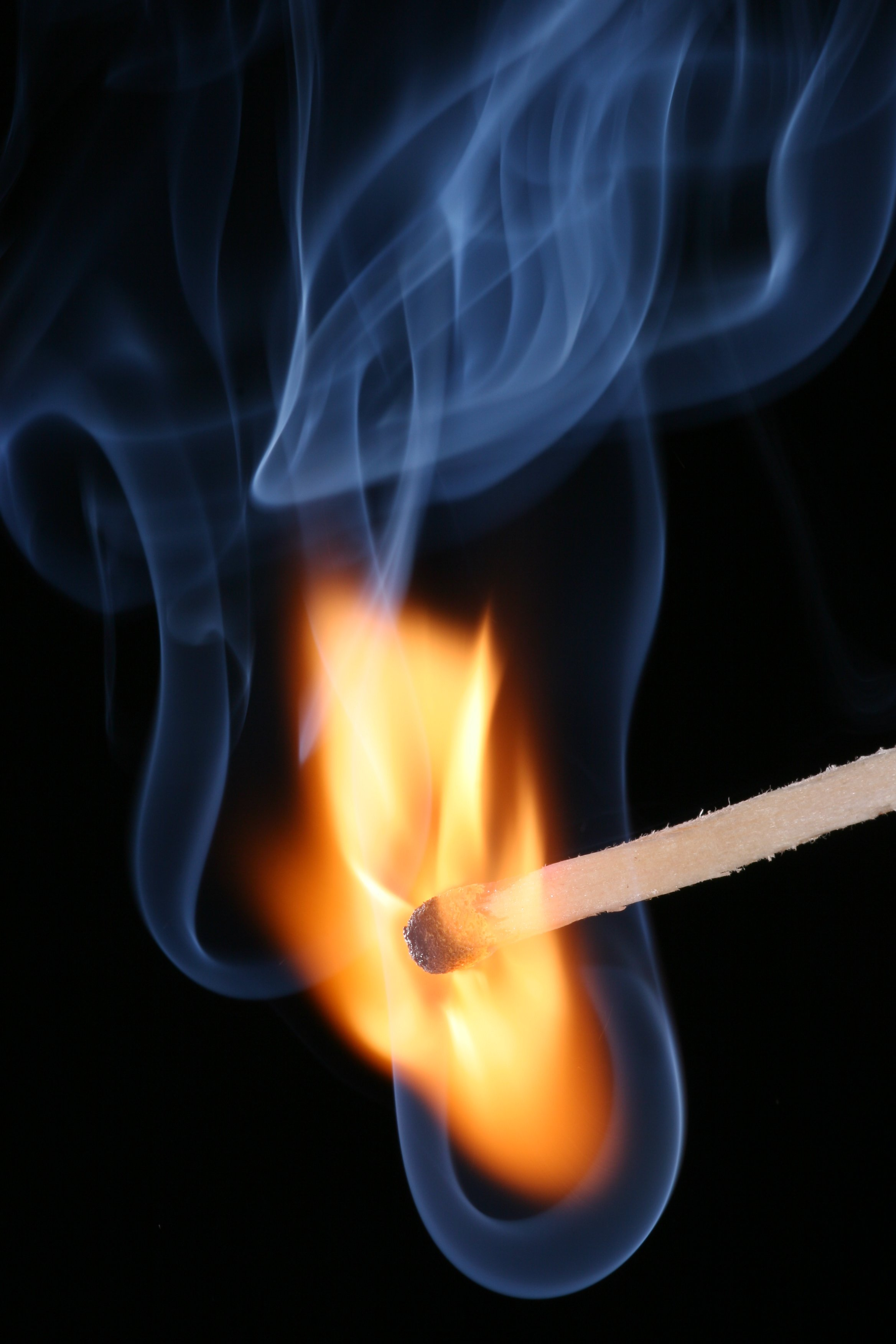
اشتعال یک کبریت رویدادی است، مشاهده‌پذیر، و
خاطر، یک پدیده‌است.

پَدیده یا فنومن واژه‌ای‌ست فلسفی که به هر رویداد قابل مشاهده (به‌طور مستقیم یا غیر مستقیم) گفته می شود،
برخی پدیده‌ها پدیده‌های روزمره‌اند و برخی تنها از راه بررسی دقیق با دستگاه‌های ویژه قابل مشاهده‌اند.
کانت تحت تأثیر لایبنیتس، موجودیت بیرونی را نومن می‌نامد و تصویری که از آن در ذهن منعکس می‌شود را فنومن (پدیده) بنابراین هستندهٔ بیرونی در تضایف با ذهنیتی که ناظر از آن دارد می‌باشد. پدیده‌ها، به عنوان نمود یا بازنمایی یا جلوهٔ ذات بیرونی که در ذهن ناظر منعکس می‌شوند تلقی شده و ماهیت آن‌ها بسته به دریافت ناظر دارد و می‌تواند توسط هر ناظر به شکلی خاص و منحصر به فرد درک گردد؛ بنابراین پدیده را می‌توان ادراک در مورد چیزی پیش از داوری کردن خود ادراک دانست.
پدیده‌ها دستیابی به اطلاعات علمی را امکان‌پذیر می‌کنند. کوشش برای روشن ساختن چیستی پدیده‌هایی همچون زمین‌لرزه، تندر، باران، آتش، آفتاب، زنگ‌زدگی و خوردگی به شکل‌گیری دانش نوین انجامیده‌است.
انسان‌ها اغلب توسط فناوری از پدیده‌ها بهره‌گیری می‌کنند.
پدیده‌ها را بنا بر رشته‌های علمی دسته‌بندی می‌کنند. برای نمونه در زمینهٔ نورشناسی و اپتیک، پدیده‌های قابل مشاهده این رشته را پدیده‌های اپتیک می‌نامند.
در فیزیک پدیده می‌تواند نمودهایی از ماده، انرژی یا جا-گاه (فضازمان) باشد برای نمونه مشاهدات مدار ماه یا گرانش جهانی توسط ایزاک نیوتون یا مشاهدات حرکت آونگ توسط گالیله.
واژهٔ فارسی پدیده صورتی از واژه پارسی میانه پددیدگ است که از دو جزء پَد (به)+دیدَگ (دیده) گرفته شده و به معنای دیدارپذیر است.
فنومن معمولاً در تقابل با اصطلاح نومن به کار می‌رود. 

## انواع پدیده‌ها
در اغلب موارد، می‌توانیم پدیده‌ها را بر پایه نوع کارکرد آن‌ها به‌هنگام رخداد، از یک‌دیگر بازبشناسیم. یکی از سامانه‌های بنیادین برای طبقه‌بندی پدیده‌ها، آن‌ها را به سه گونه به‌شرح زیر تقسیم می‌نماید:
- پدیده‌های گسسته:

پدیده‌ها را گسسته می‌نامیم، اگر و فقط اگر، که رویدادهای آن‌ها به‌صورت یک تابع پله‌ای اتفاق بیفتد.
- پدیده‌های ناگسسته (یا غیر گسسته):

پدیده‌ها را ناگسسته می‌نامیم، اگر و فقط اگر، که گسسته نباشند.
- پدیده‌های پیوسته:

پدیده‌ها را پیوسته می‌نامیم، اگر و فقط اگر، که دو شرط در مورد آن‌ها صادق باشد. شرط اول غیر گسسته بودن پدیده‌است، و شرط دوم ناچیز بودن تفاوت موقعیت‌های رخداده در دو لحظهٔ زمانی خیلی نزدیک به‌هم.